# Nellie Jacobs-Aarts
Petronella Henrica Maria (Nellie) Jacobs-Aarts (Deurne, 1 augustus 1942 – Mierlo, 3 juli 2018) was een Nederlands burgemeester. Ze was lid van de KVP en het CDA.

## Loopbaan
Jacobs-Aarts begon haar politieke carrière in haar geboorteplaats Deurne, waar zij in 1966 als eerste vrouwelijke raadslid zitting nam in de gemeenteraad. Tussen 1991 en 1995 was zij gedeputeerde van de provincie Noord-Brabant voor Ruimtelijke Ordening. In 1995 werd ze (waarnemend) burgemeester van de gemeente Mierlo, die in 2004 werd opgeheven en opging in de nieuwe gemeente Geldrop-Mierlo. Later was ze waarnemend burgemeester van Geldrop (vanaf september 2000) en van Cranendonck (2002-2003) en vanaf 1 april 2004 in Drimmelen. Vanaf 2 januari 2010 was ze waarnemend burgemeester van Laarbeek. Op 21 januari 2011 werd ze daar opgevolgd door Hans Ubachs.
Jacobs-Aarts was daarnaast onder meer voorzitter van Meros, voorzitter van de hoor- en adviescommissie voor bezwaar- en beroepschriften van de provincie Noord-Brabant, voorzitter van de reconstructiecommissie Boven-Dommel en voorzitter van de raad van toezicht van pabo De Kempel in Helmond.
Ze overleed in 2018 op 75-jarige leeftijd.